# Benito Legarda

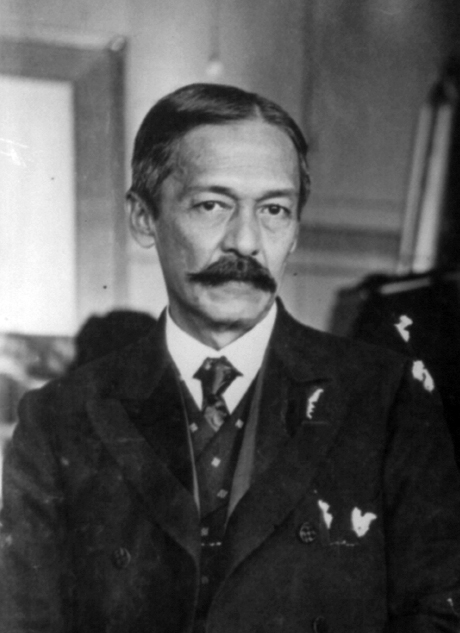
Benito Legarda (1908)

Benito Legarda II (Manilla, 27 september 1853 - Parijs, 27 augustus 1915) was een Filipijns politicus en zakenman. Legarda was van 1903 tot 1907 lid van de Philippine Commission en van 1907 tot 1912 een van de Filipijnse afgevaardigden in het Amerikaanse Huis van Afgevaardigden.

## Biografie
Benito Legarda werd geboren in Binondo in Manilla. Zijn ouders waren Benito Legarda sr. en Cirila Tuazon, een welgesteld koppel uit de Filipijnse hoofdstad. Na het behalen van zijn bachelor of arts-diploma aan de Ateneo de Manila voltooide hij een studie rechten aan de University of Santo Tomas. Legarda was nadien onder meer raadslid van Manilla en teniente mayor (burgemeester) van Quiapo in Manilla. Tijdens de Filipijnse revolutie was Legarda lid van het parlement van de revolutionaire beweging. Ook werd hij gekozen tot vicepresident van het Malolos Congres. Tevens diende hij president Emilio Aguinaldo als directeur Financiën. 
Na de revolutie werd Legarda in 1903 samen met Trinidad Pardo de Tavera en Jose de Luzuriaga door de Amerikanen als een van de drie Filipijnse leden benoemd in de Philippine Commission. Vier jaar later werd hij samen met Pablo Ocampo gekozen als een van de twee Resident Commissioner, de Filipijnse afgevaardigden in het Amerikaanse Huis van Afgevaardigden. Na afloop van zijn termijn in 1912 concentreerde hij zich volledig op zijn zakelijke activiteiten. Hij had een groot landgoed, het Legarda Estate en begon een destilleerderij. Een deel van zijn landgoed stond hij af ten behoeve van het San Juan de Dios Hospital en de naar hem vernoemde Legarda Elementary School.
Legarda overleed in 1915 op 61-jarige leeftijd op vakantie in Frankrijk en werd begraven op Manila North Cemetery. Hij was getrouwd met Teresa de la Paz en had met haar drie kinderen: Benito III en Consuela en Rita. Na het overlijden van zijn vrouw Teresa hertrouwde Legarda met Paquita del Rosario ook bekend als Paquita Sabas.